# San Pedro de la Nave-Almendra
San Pedro de la Nave-Almendra – gmina w Hiszpanii, w prowincji Zamora, w Kastylii i León, o powierzchni 22,71 km². W 2011 roku gmina liczyła 383 mieszkańców.